# 미나미 치사토
미나미 치사토(일본어: 南 知里, 1985년 6월 13일 ~ )는 일본의 전직 그라비아 아이돌이다.

## 경력
군마현 출신으로 2004년에 팔라우 국제 친선 대사 로열 프린세스에 등극했다. 2006년에는 제2회 미스 주간 플레이보이 준그랑프리에 등극했다. 그는 생전에 걷기, 요리, 피아노, 쇼핑을 취미로 삼았고 스키를 특기로 삼았다. 특히 3세 시절부터 스키를 시작했고 간토 지방에서 열린 스키 대회에서 알파인 스키 대회에서 군마현 대표로 출전했다.
2007년에는 대한민국의 tvN에서 방송된 텔레비전 예능 프로그램인 《tvNGELS 시즌 3》에 출연했다. 2008년부터 2009년까지 캐스트 코퍼레이션에서 결성한 5인조 유닛 걸 그룹인 Fu-Fu(후후)의 리더로 활동했다. 2012년 9월 30일을 기해 캐스트 코퍼레이션을 떠났고 자신의 취미였던 빵 만들기 경험을 살려 본격적으로 빵집 경영을 하게 된다.